# Кутюк-Кінер
Кутю́к-Кіне́р (рос. Кутюк-Кинер, марій. Кӱчыкэҥер) — село у складі Моркинського району Марій Ел, Росія. Входить до складу Октябрського сільського поселення.

## Географія
Знаходиться в південно-східній частині республіки Марій Ел на відстані приблизно 19 км по прямій на захід-південний захід від районного центру селища Морки.

## Історія
Згадується з 1763 року як село, де налічувалося 83 чоловіки. 1859 року тут було 21 двір, 65 душ чоловічої статі. 1872 року в селі знаходилося 25 будинків. У 1911 році була побудована дерев'яна церква (1930 року закрита, 1968 згоріла). 1959 року тут проживало 338 осіб, більшість марі. На 2004 рік тут знаходиться 61 будинок (24 кам'яних, решта — дерев'яні). За радянських часів працював колгосп «Мастарій».

## Населення
Населення — 160 осіб (2010; 162 у 2002).
Національний склад (станом на 2002 рік):
- лучні марійці — 100 %